# Hellmuth Raetzer
Hellmuth Raetzer, auch Rätzer (* 9. September 1838 in Neutornow, Provinz Brandenburg; † 29. März 1909 in Weimar), war ein deutscher Landschaftsmaler der Düsseldorfer Schule.

## Leben

Bodekessel im Harz, Illustration in der Zeitschrift Die Gartenlaube, 1885

Raetzer studierte Landschaftsmalerei an der Kunstakademie Düsseldorf bei Hans Fredrik Gude und Oswald Achenbach. In der Landschafterklasse Achenbachs wurde er von 1862 bis 1867 unterrichtet. 1872/1873 weilte er in Rom. Zusammen mit dem Gude-Schüler Carl Irmer besuchte er mehrmals den Harz. Dabei entstand unter anderem das Ölbild Bodekessel im Harz, das 1885 als Holzstich im Mappenwerk Moderne Kunst in Meisterholzschnitten sowie im gleichen Jahr als Illustration in der Zeitschrift Die Gartenlaube erschien. Raetzer lebte und arbeitete eine Zeit in Karlsruhe, dann wieder in Düsseldorf, wo er Mitglied des Künstlervereins Malkasten war. 1881 stellte er im Künstlerhaus Wien aus.

## Werke (Auswahl)

Zisterzienserabtei Chorin, Zeichnung, 1859

- Zisterzienserabtei Chorin, Zeichnung, 1859
- Louis Henry Fontane, Zeichnung, vor 1867
- Italienische Landschaft, im Hintergrund eine Stadt auf einem Felsen, 1872
- Märkischer Kiefernwald, 1876
- Bodekessel im Harz, um 1880
- Kreidefelsen der Insel Rügen, bis 1881
- Landschaftliche Stimmung zu Schäfers Klagelied, bis 1881
- Motiv bei Drei Annen Hohne, um 1885
- Partie aus dem Okertal, um 1885
- Waldsee, 1889
- Gebirgsbach in der Ramsau
- Am Dachstein
- Der Hohe Göll bei Berchtesgaden
- Der Obersee bei Berchtesgaden